# Skakavac i mrav (1913.)
Skakavac i mrav (rus. Стрекоза и муравей) ruski je animirani film redatelja Vladislava Stareviča.

## Radnja
Film je adaptacija istoimene Krilovljeve basne.

## Vanjske poveznice
- Strekoza i muravej na Kino Poisk